# Tessmannia burttii
Tessmannia burttii är en ärtväxtart som beskrevs av Hermann August Theodor Harms. Tessmannia burttii ingår i släktet Tessmannia och familjen ärtväxter. Inga underarter finns listade i Catalogue of Life.